# Notacanthus
Notacanthus ist eine Gattung der Echten Knochenfische aus der Familie der Dornrückenaale (Notacanthidae). Diese Meeresfische leben wahrscheinlich weltweit in der Tiefsee.

## Merkmale
Notacanthus-Arten werden 0,2 bis 1,20 Meter lang. Sie haben einen aalartig langen, aber seitlich abgeflachten Körper. Von der Rückenflosse sind nur 6 bis 15 einzelstehenden Flossenstacheln ausgebildet. Rückenflossenweichstrahlen sind nicht vorhanden. Ihr Maul ist unterständig und normal groß, die Maxillare unbezahnt, Prämaxillare und Unterkiefer sind bezahnt. Die Anzahl der Branchiostegalstrahlen liegt bei 6 bis 13, die Kiemenreuse ist gut entwickelt. Cleithrum und Supracleithrum (zwei Deckknochen im Schultergürtel), sind stark verknöchert.

## Arten
Es wurden sechs Arten beschrieben:
- Notacanthus abbotti Fowler, 1934
- Notacanthus bonaparte Risso, 1840
- Notacanthus chemnitzii Bloch, 1788
- Notacanthus indicus Lloyd, 1909
- Notacanthus sexspinis Richardson, 1846
- Notacanthus spinosus Garman, 1899